# Nicholas Revett

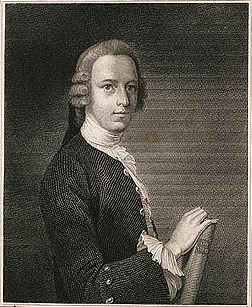
Nicholas Revett

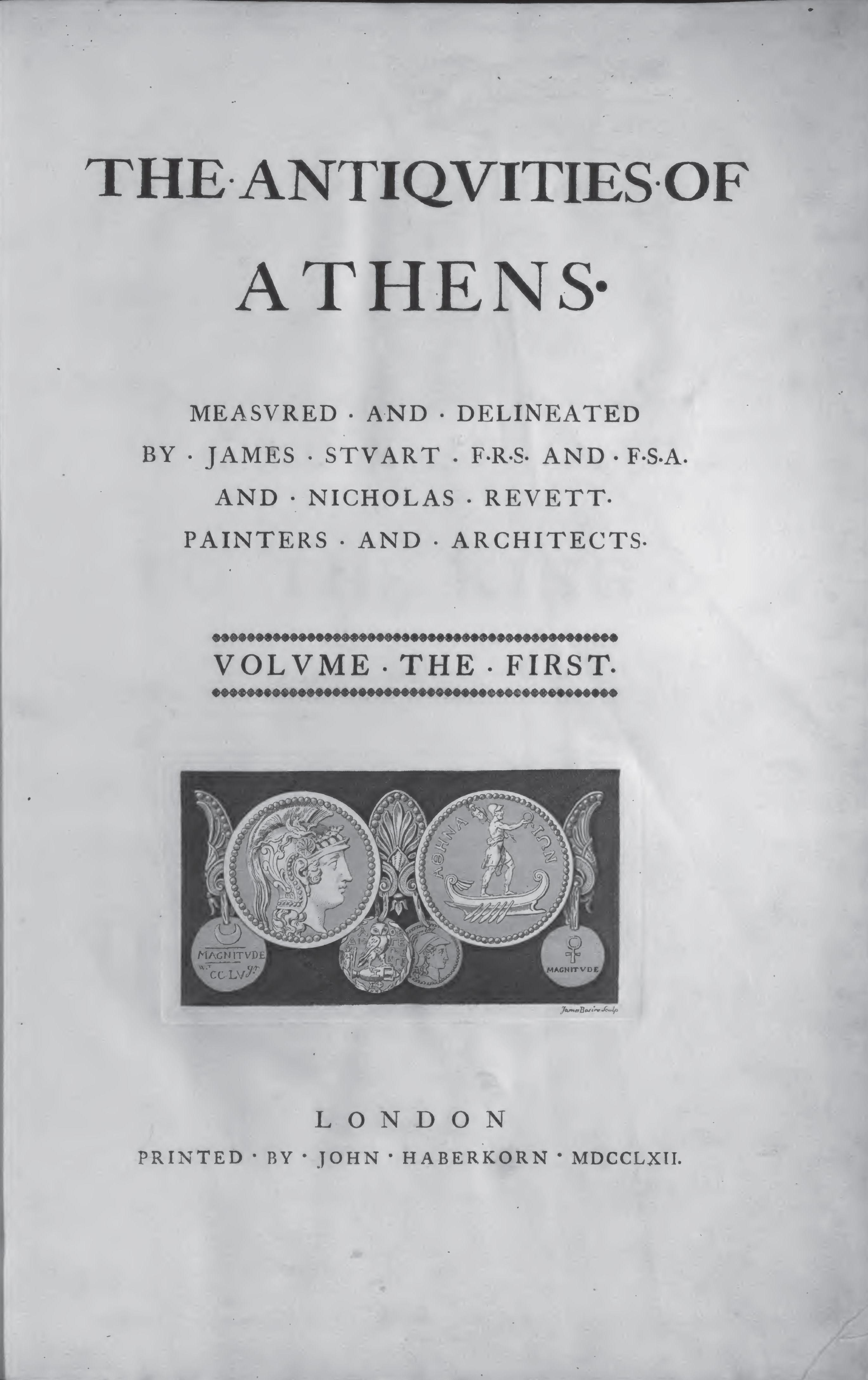
The Antiquities of Athens Band 1, 1762

Nicholas Revett (* Mai 1720 in Brandeston Hall bei Framlingham, Suffolk; † 3. Juni 1804 ebenda) war ein britischer Landadliger und Amateurarchitekt, Amateurarchäologe und -maler, der insbesondere durch seine Aufnahmen antiker Bauten bekannt wurde.

## Leben und Werk
Nicholas Revett war der zweite Sohn des wohlhabenden Landadligen John Revett (1691–1756). Im September 1742 reiste er auf seiner Grand Tour nach Rom, wo er Malerei bei Marco Benefiale (1684–1764) studierte. In Rom lernte er James Stuart (1713–1788) kennen. Im April 1748 unternahm er mit diesem sowie dem Architekten Matthew Brettingham und dem Maler Gavin Hamilton eine Reise zum Studium der antiken Überreste in Neapel.
Revett und Stuart fassten auf dieser Reise den Plan eines Projekts zur Vermessung der antiken Bauten in Athen und Attika nach dem Vorbild der Édifices antiques de Rome (1692) des französischen Architekten Antoine Desgodetz (1653–1728). Hierin wurden sie bestärkt durch die Altertumsforscher James Dawkins (1722–1757), Robert Wood (1717–1771) und John Bouverie (1723–1750), die sie 1749 bei der Vorbereitung von deren Studienreise in den östlichen Mittelmeerraum in Rom trafen. Sie publizierten 1748 Proposals for Publishing an Accurate Description of the Antiquities of Athens. Durch ihre Kontakte zur Society of Dilettanti, Revett wurde 1751 zum Mitglied gewählt, gelang ihnen die Finanzierung ihrer Reise im Auftrag der Gesellschaft.
Revett und Stuart verließen 1750 Rom. Sie reisten nach einem Aufenthalt in Venedig und einem Abstecher nach Pula und an die dalmatinische Küste von Venedig nach Athen, wo sie im März 1751 eintrafen. Hier machten sie genaue Aufnahmen der antiken Ruinen von Athen sowie in dessen Umgebung, wobei Revett für die exakte Vermessung und die Planzeichnungen der Bauten zuständig war, Stuart für die Veduten und den Text. Revett kann als Vorläufer eines modernen Bauforschers angesehen werden. Ab 1753 bereisten sie große Teile Griechenlands und der Küste Kleinasiens.
Unmittelbar nach ihrer Rückkehr nach London im Frühjahr 1755 begannen Stuart und Revett mit der Ausarbeitung ihres Werkes The Antiquities of Athens, dessen erster Band 1762/63 erschien, Revett schied jedoch noch vor Erscheinen des ersten Bandes aus dem Vorhaben aus und ließ sich auszahlen. Daher ist der Ruhm des Werkes überwiegend mit James Stuart verbunden.
Ab Juni 1764 unternahm Revett eine weitere Forschungsreise im Auftrag der Society of Dilettanti mit dem Altertumswissenschaftler Richard Chandler (1738–1810) und dem Maler William Pars (1742–1782) nach Kleinasien, um auch dort die antiken Monumente zu untersuchen und genaue Bauaufnahmen vorzunehmen. 1765/66 bereisten sie Griechenland. Auch auf dieser Reise war Revett wieder für die genaue Aufnahme der Bauten zuständig. 1769–97 wurden ihre Ergebnisse von der Society of Dilettanti in dem Werk The Antiquities of Ionia publiziert. Die Antiquities of Athens und die Antiquities of Ionia stellen Revetts wichtigsten Beitrag für die Architekturgeschichte dar, stellten sie doch erstmal die griechisch-antiken Vorlagen für die Architekten des Klassizismus in England und Europa durch Abbildungen zur Verfügung.
Als Architekt entwarf Revett, der keine formale Ausbildung als solcher hatte, für Freunde die Umgestaltung englischer Landsitze im „griechischen Stil“ (Greek Revival). Dazu gehörten Standlynch House in Wiltshire für Henry Dawkins, Bruder von James Dawkins, und West Wycombe Park in Buckinghamshire für Francis Dashwood, beide Mitglieder der Society of Dilettanti. In Ayot Saint Lawrence in Hertfordshire errichtete er eine Kirche für Sir Lionel Lyde (1778/79).

## Veröffentlichungen
- mit James Stuart: The Antiquities of Athens.[2]
  - Band 1: Haberkorn, London 1762 (Digitalisat)
  - Band 2: Nichols, London 1787 [1787/1790], herausgegeben von Elizabeth Stuart und Willam Newton (Digitalisat)
  - Band 3: Nichols, London 1794 [1794/1795], herausgegeben von Willey Reverley (Digitalisat)
  - Band 4: Taylor, London 1815 [1815/1816], herausgegeben von Josiah Taylor und Joseph Woods (Digitalisat)
    - Neue (gekürzte) Ausgabe. Priestley & Weale, London 1825–1830
      - Band 1: 1825
      - Band 2: 1825
      - Band 3: 1827
      - Band 4 (Supplementband): The Antiquities of Athens and Other Places of Greece, Sicily etc. Supplemantary to the Antiquities of Athens by James Stuart, F.R.S. F.S.A. and Nicholas Revett. 1830, von Charles Robert Cockerell, William Kinnard, Thomas Leverton Donaldson, William Jenkins und William Railton (Digitalisat)
- mit Richard Chandler, William Pars: Ionian Antiquities. London 1769 (Digital).
  - Zweite erweiterte Ausgabe London 1785.
- mit Richard Chandler, William Pars: Antiquities of Ionia. Part the Second. London 1797 (Digital).
  - Neuausgabe: The Antiquities of Ionia. 4 Bände, London 1821–1881 (Digital).
- mit Richard Chandler: Travels in Asia Minor and Greece, or: An account of a tour made at the expense of the Society of Dilettanti. with corrections and remarks by Nicholas Revett. 2 Bände, Oxford 1825 (Digital).